# Fizetésképtelenség
A fizetésképtelenség olyan helyzet, amikor az adós nem képes megfizetni hitelezőjének a lejárt tartozását. A fizetésképtelen adós megpróbálhatja adóssága meghosszabbítására vagy elengedésére rábírni adósát, illetve csődvédelmet kérhet. 
Piacgazdaságban a fizetésképtelenségnek alapvetően három rendezési módja lehet:
- az adós és a hitelezők közötti bizalom esetén az adósságok átütemezése
- a csődvédelem keretéből kiindulva az adós gazdálkodó szervezet fizetőképességének, illetve működésének helyreállítására irányuló reorganizáció
- az adóssal szembeni hitelezői követelések kielégítésére és az adós működésének lezárására irányuló felszámolás.

A fizetésképtelenség szűkebb értelemben azt jelenti, hogy az adósnak nincsen elég törvényes fizetőeszköze, vagyis pénze ahhoz, hogy adósságát megfizesse. A fizetésképtelenség súlyosabb esete a vagyonhiányra vezethető vissza, amikor a vállalkozás vagyonának értéke kisebb, mint az adósságának az értéke, vagyis vagyonának pénzzé tételével sem fizethető meg az adósság. A csődvédelem elsősorban akkor érheti el célját (a fizetésképtelen vállalkozás megmentését), ha a fizetésképtelenségnek nem vagyonhiány az oka. Ha egy vállalkozás eszközeinek értéke a valóságban kisebb, mint a tartozásai, nagyon valószínűtlen, hogy azok azonnali pénzzé tétele (felszámolás) több kárral járna, mint megkísérelni a csődvédelem alatt a hiányzó vagyont visszanyerni. A csődvédelem alapvetően jóhiszeműséget feltételez az adósról, a vagyonhiány esetében azonban a jóhiszemű adósnak már korábban el kellett volna indítania a csődeljárást (öncsőd).